# Galaktozemia
Galaktozemia – choroba genetyczna, dziedziczona w sposób autosomalnie recesywny, wynikająca z gromadzenia się nadmiaru galaktozy i galaktozo-1-fosforanu z powodu braku enzymów odpowiadających za ich metabolizm. Galaktoza, obok glukozy, wchodzi w skład laktozy obecnej w mleku kobiecym i krowim.
Chorobę jako pierwszy w 1917 roku opisał pochodzący z Górnego Śląska niemiecki pediatra Friedrich Göppert.

## Przyczyna
W większości przypadków spowodowana jest brakiem enzymu galaktozo-1-fosforanourydylo-transferazy (G-1-PUT). Gen tego enzymu - GALT - znajduje się w locus 9p13. Inną przyczyna choroby może być brak galaktokinazy. Gen GALK1 odpowiedzialny za powstawanie galaktokinazy znajduje się w locus 17q24. Galaktokinaza przekształca galaktozę do galaktozo-1-fosforanu, który pod wpływem G-1-PUT przechodzi w urydynodifosforan galaktozy. Brak enzymu z grupy transferazy galaktokinazy prowadzi do akumulacji galaktozy i alkoholu cukrowego galaktitolu (produktu redukcji galaktozy), jest to łagodna forma galaktozemii. Zahamowanie metabolizmu galaktozy na etapie galaktozo-1-fosforanu prowadzi do jego gromadzenia, a w efekcie do kompetycyjnego hamowania przemian galaktozy wraz ze wszystkimi tego następstwami (m.in. niedobór ATP).

## Objawy
Dzieci dotknięte galaktozemią źle się rozwijają, po spożyciu mleka wymiotują i cierpią na biegunkę, mają niewydolność wątroby, chorują na żółtaczkę. Zachodzi też możliwość rozwoju zaćmy, upośledzenia umysłowego i przedwczesnego zgonu wywołanego uszkodzeniem wątroby.

## Leczenie
Leczenie choroby polega na wczesnym wykluczeniu galaktozy z diety, co powoduje cofnięcie się wszystkich objawów z wyjątkiem opóźnienia w rozwoju umysłowym, które jest nieodwracalne. Jednakże nawet pomimo właściwej diety zastosowanej przed ukończeniem pierwszego miesiąca życia dziecka często dochodzi do zaburzeń neurologicznych i obniżenia IQ.